# Besondere Gemeinwohlleistungen
Besondere Gemeinwohlleistungen im Wald sind Leistungen, die der Waldbesitzer bzw. -bewirtschafter über die gesetzlichen Verpflichtungen hinaus im Sinne des Gemeinwohls z. B. im Bereich Naturschutz oder für Erholungssuchende erbringt.

## Situation in Bayern
Besondere Gemeinwohlleistungen werden in Bayern von den Bayerischen Staatsforsten erbracht und diesen vergütet. Für Maßnahmen anderer Waldbesitzer werden ggf. Förderungen nach Wald- oder Naturschutzrecht oder Punkte auf dem Ökokonto gewährt.
In Artikel 22, Absatz 4 des Bayerischen Waldgesetzes heißt es: „Für die Erbringung besonderer Gemeinwohlleistungen im Staatswald, die über die Anforderungen des Art. 18 Abs. 1 Sätze 1, 3 und 4 sowie Satz 5 Nrn. 1 bis 3 und 5 hinausgehen, sind Zuwendungen nach Maßgabe der verfügbaren Haushaltsmittel bereitzustellen. Solche Gemeinwohlleistungen sind insbesondere Schutzwaldsanierung, Schutzwaldpflege, Moorrenaturierung, die Bereitstellung von gesondert ausgewiesenen Rad- und Wanderwegen sowie Biotopverbundprojekte im Wald.“